# 小鳩ヶ丘高校女子ぐろ〜部 Gleam of Force
『小鳩ヶ丘高校女子ぐろ〜部 Gleam of Force』（こはとがおかこうこうじょしぐろーぶ グリーム オブ フォース）はフランスパンが製作した対戦格闘ゲーム。略称は『GOF2』や『ぐろ～部』。

## 概要
イラストレーター・南向春風が2006年に発表したFLASHムービーをゲーム化したもの。渡辺製作所時代に製作された『GLOVE ON FIGHT』とは違い、登場人物が全員オリジナルキャラクターになっている。当初、南向春風が設定していた登場人物の設定と、違う部分も存在している。また、この作品のキャラクターは全年齢向けゲームであるのにもかかわらず、全員18歳以上と言う設定になっている。
登場人物は全員グローブを着用し、基本的には拳で戦うのが特徴。また、ステージによっては挿入歌も用意してあるのも特徴のひとつである。声優も起用しており、登場人物全員に声優が付いている。

## ストーリー
毎年行われえる小鳩ヶ丘名物の女子拳闘大会『GOF』。かつて、GOF史上最強と呼ばれていた2年連続チャンピオン『木下ねがい』という少女がいた。だが、小鳩ヶ丘大災害に巻き込まれ行方不明となった。
それから3年後。木下ねがいの妹『木下かなえ』は憧れだった姉のように強くなるために特訓を重ねていた。そんな彼女に大会開催直前の朝にある物が届けられた。それは、3年前に行方不明となった姉が使っていたグローブだった。
もしかしたら、この大会に姉がいるのかもしれないという強い気持ちと共に、彼女はGOFに身を投じた。

## 登場人物
木下かなえ（きのした かなえ）
声：小島めぐみ
本作の主人公。3年前のGOFチャンピオンである木下ねがいの妹。小鳩ヶ丘高校1年。姉に強い憧れを持ち、自身もGOFに参加するために特訓を重ねてきた。そして、GOF開催日の朝に何者かから贈られてきた姉のグローブを付けてGOFに参加する。巳名美の実家である鐫蛇神社でお世話になっており、神社の隅には私設の特訓場がある。授業態度はあまりいいとは言えず、特訓などの疲れによって寝ていることが多い。3年前の小鳩ヶ丘大災害に彼女も巻き込まれており、その時姉に救われた記憶がある。だが、記憶も曖昧になっており、多くのことは思い出せないでいる。
伊達双花（だて ふたば）
声：水沢史絵
かなえの親友。小鳩ヶ丘高校1年。天才と称しているが、その分だけ情報収集やイメージトレーニングを欠かさないでいる。GOFに強い思い入れがあり、真面目に参加していない人間がいると本気で怒る事がある。元々は新体操部だったため、戦い方も柔軟な動きで行う。ストーリーモードでは、かなえに負けて以降はアシストをすることになる。
今川ぱぺ子（いまがわ ぱぺこ）
声：ぱぺ子（花澤香菜）・うーさん（立木文彦）・かーくん（吉野裕行）
田舎からやってきた芸人志望の女の子。腹話術士を目指しており、GOFで優勝すれば有名になれると思い参加している。驚いた時などに「ぱぺぇ」と言う事がある。左手には河童の「かーくん」、右手には牛の「うーさん」を付けているが、これらは人形ではなく宇宙寄生物らしく、彼女の意思とは関係なく左手と右手を動かしている。そのため、3人同時でしゃべる事も可能。かーくんはチンピラ風で口が悪くぱぺ子をよく殴り、うーさんは厳格でかーくんも逆らうことができない大物である。
アミィ・アケチ
声：小清水亜美
自称・宇宙捜査官。謎の浮遊物体『ブロジウス』と共に3年前に行方不明となった母親の捜索を行っている。小鳩ヶ丘高校で特撮研究会に所属しており、彼女の言っている宇宙捜査がどこまで正しいのかは不明。体内に電撃を溜め込むことが可能であり、それに伴い殴る時に電流を放出する事も可能。
前田巳名美（まえだ みなみ）
声：名塚佳織
拳をご神体とする鐫蛇神社の一人娘。かなえが居候となっており顔馴染みでもある。普段は巫女装束で祭や闘いなどでは余り騒がない大人しい人物だが、3年前の小鳩ヶ丘大災害と同じ嫌な予感を察知し、自らも胴着で身を包み参戦する事になる。拳巫女と呼ばれており、ベースが空手となる。
真田誠（さなだ まこと）
声：白石涼子
666人の団員をまとめ上げる音闘高校の13代応援団長。代々音闘高校が荒れ始めた時に突然現れるカリスマ的存在。本来は応援する側の人間だが自らも参戦する。どんな拳も耐える根性の他に発声で相手を吹き飛ばすこともできる。勝子と昔から顔なじみだと語ったりと年齢不詳の人物でもある。
徳川明日（とくがわ あした）
声：朴璐美
ソフトボール部を作るために魂の姉妹を探している少女。情熱的に叫び、人の話をあまり聞かない。自ら魔球を投げることができ、GOFでも自らの拳から気弾で魔球を投げることができる（ルール上、拳から出すから大丈夫）。弱視であり、眼鏡をかけないと人間すらも区別できないが、普段の生活には仕様はないらしい。かつて、自分の魔球を居合いで叩き落した上杉瑠鬼を探している。
長宗我部ゆきえ（ちょうそかべ ゆきえ）
声：桑谷夏子
アイドルでありレスラーの女の子。アイドル名は『メイルシュトロームYUKI』。3年前の小鳩ヶ丘大災害の復興のために町長の娘である円土師とも子(声：半場友恵)がプロデュースした興行に参加し活躍している。女の子好きであり、とも子に告白するきっかけを作るために今回のGOFに参加する。レスラーと言うだけあり投げ技が多い。
武田惑衣（たけだ まどい）
声：斎藤千和
武田隠密衆頭領。前頭領である祖父を亡くし、若くして頭領となる。上杉瑠鬼に恨みがあるらしく、陰ながら狙っているが失敗。GOFで何者かに上杉瑠鬼の倒し方を教えられ参加することになる。忍者らしく非常にすばやい動きをするのが特徴。好物はプリン。趣味として一日の行動を日記に付ける事を趣味とする。
上杉瑠鬼（うえすぎ るき）
声：伊藤静
GOF2年連続チャンピオン。鬼奉神斬流抜刀術18代目。過去に父親がねがいに倒されて意識不明となり、その復讐のためにGOFに参加していた。だが、3年前以降ねがいは行方不明、父親の意識も戻らないため目的もなく参加している。手刀が刀のように鋭く、居合いのようにして戦う。なお、腰に差している刀は折れて使えない。
木下ねがい（きのした ねがい）
声：高垣彩陽
3年前のGOFチャンピオンであり、かなえの姉。3年前の小鳩ヶ丘大災害で行方不明になっていたが、ある目的から小鳩ヶ丘へ戻ってきた。今は多くを語ることができずに話してくれないが、強い人間には興味があり戦ってくる。いい加減で結構大雑把だが、妹の事は心配をしている。
細川勝子（ほそかわ かつこ）
声：くじら
小鳩ヶ丘高校校長であり、GOF大会の名誉会長。神出鬼没で、実力のある人物に目を付けると自分なりの特訓方法で相手に教授する。ねがいや瑠鬼も彼女から教授を受けたこともある。若い頃はGOFに参加したこともあり、全盛期に比べれば劣るものの十分な実力を発揮する。

## 音楽
前作である「GLOVE ON FIGHT」と同様に、リサレコ（来兎）が担当し、サウンドトラックが2009年4月26日の「COMIC1」で頒布された。

## 主題歌・挿入歌
無敵のperfect game!
歌：薬師るり（作詞：綾菓、作曲：リサレコ、編曲：来兎）
おんなみち
歌：とろ美（作詞：interface、作曲：リサレコ、編曲：来兎）
宇宙刑事AMMY
歌：天乙准花（作詞：interface、作曲：リサレコ、編曲：来兎）
若人立てり
歌：青木春子（作詞：interface、作曲：リサレコ、編曲：来兎）
クラッシュ・ガール
歌：めろこ。（作詞：interface、作曲：リサレコ、編曲：来兎）
Darling…Kiss Immediate～ダキシメテ～
歌：真優（作詞：まえかわ、作曲：リサレコ、編曲：来兎）
前作「GLOVE ON FIGHT」の再レコーディングヴァージョン
Infinity and Beyond
歌：綾菓（作詞：綾菓、作曲：リサレコ、編曲：来兎）
風葉のアルバム「新東京ハイパーウェイ」から収録。
Never Over
歌：めろこ。（作詞：綾菓、作曲：リサレコ、編曲：来兎）